# فروشگاه کوچک ترسناک (فیلم ۱۹۸۶)
فروشگاه کوچک ترسناک (به انگلیسی: Little Shop of Horrors) فیلمی محصول سال ۱۹۸۶ و به کارگردانی فرد شپیسی است. در این فیلم، بازیگرانی همچون: ریک مورانیس، الن گرین، وینسنت گاردنیا، استیو مارتین، لوی استابز، جیم بلوشی، جان کندی، کریستوفر گست، بیل مری، میریام مارگولیس، مک ویلسون، وینسنت وونگ، مایکل جی. شنون و کری شیل ایفای نقش کرده‌اند.